# Carl Hosius

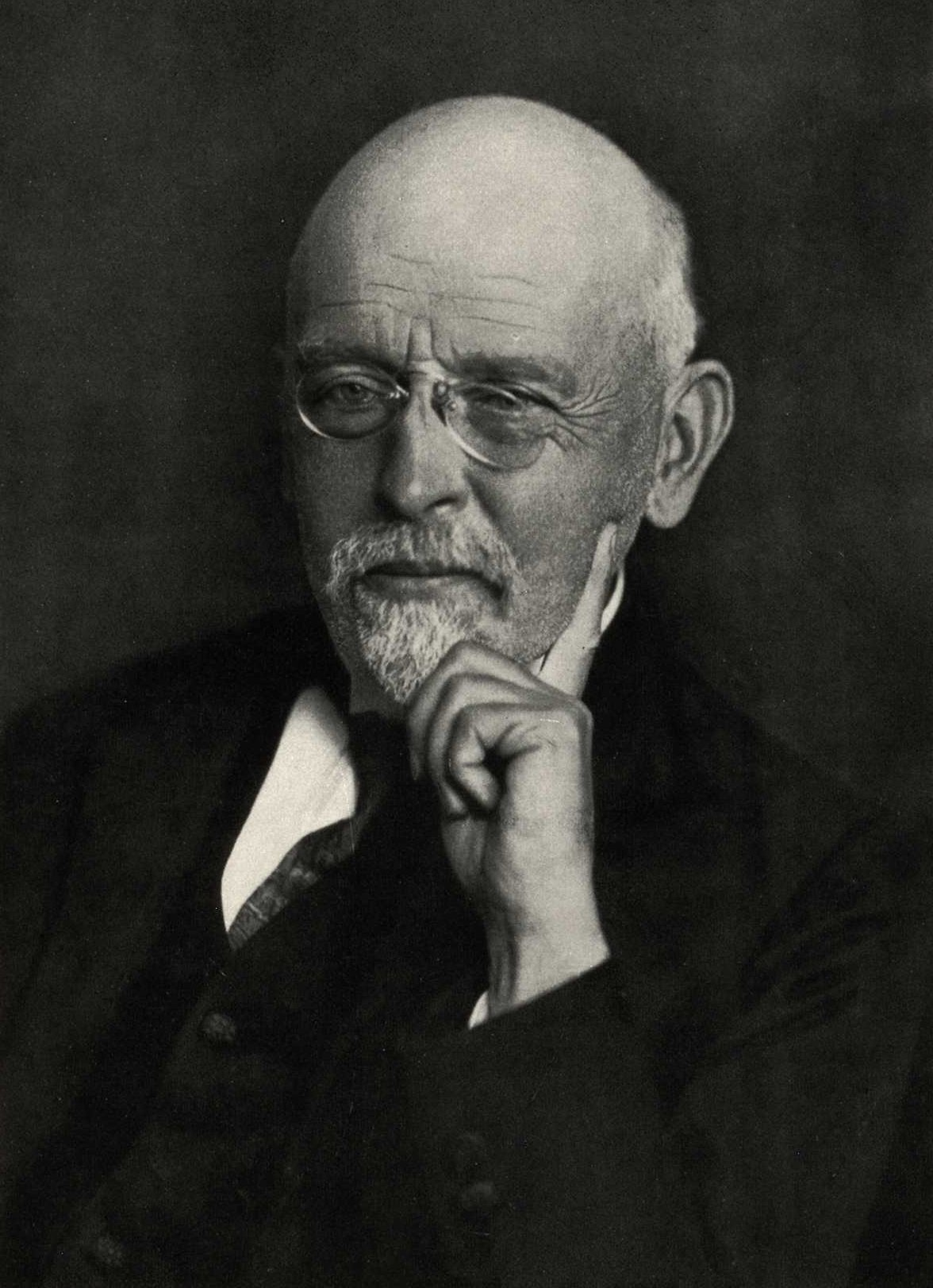
Carl Hosius

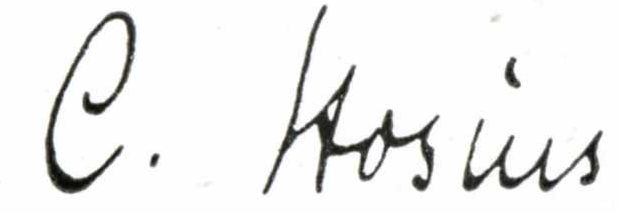
Unterschrift von Carl Hosius

Carl Hosius (* 21. März 1866 in Neuwied; † 17. Juli 1937 in Würzburg) war ein deutscher klassischer Philologe, der als Dozent und Professor in Münster (1891–1906), Greifswald (1906–1913) und Würzburg (1913–1933) lehrte. Als großer Kenner der lateinischen Literatur und Sprache zeichnete er für zahlreiche Texteditionen verantwortlich und bearbeitete die römische Literaturgeschichte von Martin Schanz neu (Schanz-Hosius).

## Leben und Werk
Carl Hosius war das siebte der acht Kinder des Juristen und Politikers Clemens Hosius (1822–1902). Beim Besuch des Gymnasiums Hammonense in Hamm beeinflusste ihn der Gymnasialdirektor und Lehrer der Alten Sprachen Carl Jesaias Heraeus (Vater des Philologen Wilhelm Heraeus), Klassische Philologie zu studieren. Hosius begann sein Studium in Münster und Freiburg im Breisgau; die größte Anregung erfuhr er jedoch in Bonn bei Hermann Usener und Franz Bücheler. Diese brachten ihn zur Beschäftigung mit der Textkritik lateinischer Autoren. Er wurde Mitglied des Philologischen Vereins Bonn im Naumburger Kartellverband. Seine Dissertation verfasste Hosius 1888 über die Interpolationen einer Handschrift des Juvenal; im selben Jahr erschien auch seine Schrift Apparatus criticus ad Iuvenalem. Während seines Studiums wurde er 1883 Mitglied der KDStV Sauerlandia Münster im CV. In den folgenden Jahren studierte er auf Forschungsreisen in verschiedenen Bibliotheken auch die Handschriften der Autoren Lucan, Gellius und Properz. Seine Habilitation erreichte er 1891 in Münster mit einer Arbeit über Lucan, die 1892 als kritische Edition des Bürgerkriegs-Epos erschien. 1894 folgte die Edition Die Moselgedichte des Decimus Magnus Ausonius und Venantius Fortunatus. In Anerkennung seiner Leistungen wurde Hosius 1897 in Münster zum außerordentlichen Professor ernannt.
Ein Ruf der Universität Greifswald brachte ihn 1906 dazu, Münster zu verlassen. In Greifswald lehrte und forschte Hosius als ordentlicher Professor sieben Jahre lang, ehe er 1913 nach Würzburg wechselte. Hier lehrte er bis zu seiner Emeritierung (1933); im akademischen Jahr 1930/1931 übte er das Rektorat der Universität aus. Sein Lehrerfolg zeigt sich nicht zuletzt an seinen Schülern, deren Erstlingswerke Hosius in der Reihe Würzburger Studien zur Altertumswissenschaft herausgab. In dieser Reihe erschien auch eine Festschrift seiner Schüler und Kollegen Hildebrecht Hommel, Karl Keyßner, Josef Martin, Friedrich Pfister und Joseph Vogt zu seinem 70. Geburtstag (1936) mit dem Titel Studien zu Tacitus.
Dem Einfluss der Bonner Schule ist es zuzuschreiben, dass sich Hosius sein Leben lang mit der Textkritik und Erklärung der lateinischen Dichter beschäftigte. In der Methodik lehnte er sich stark an Karl Lachmann an und brachte durch strenges Festhalten an der von ihm als „besten“ erkannten Handschrift recht konservative Texte heraus. Auch wenn seine Entscheidungen bis heute im Einzelnen revidiert worden sind, bleibt seine Leistung insgesamt ein wichtiger Beitrag zur Textkritik.
Neben seinen Editionen ist Hosius besonders als Herausgeber der Geschichte der römischen Literatur bekannt (Handbuch der Altertumswissenschaft Band 8,1). Der Autor dieses Werkes, Martin Schanz, war 1914 überraschend verstorben. Die Überarbeitung für die vierte Auflage übernahm deswegen sein Würzburger Nachfolger Hosius. Für die christliche Literatur von Gustav Krüger unterstützt, gab er zunächst die späteren Bände heraus (Band IV 1920, Band III 1922), dann die übrigen (Band I 1927, Band II 1935). Durch diese Neuausgabe, mit der Hosius bis zu seinem Tode beschäftigt war, blieb Geschichte der römischen Literatur ein Standardwerk, von dem 1959, 1966–1967 und 1979–1980 unveränderte Nachdrucke erschienen. Durch die Neubearbeitung von Reinhart Herzog und Peter Lebrecht Schmidt (1997–2002) wurde es nur zu Teilen ersetzt.